# Катажина Варнке
Катажина Варнке (пол. Katarzyna Warnke; 2 серпня 1977, Грудзьондз, Польща) — польська акторка театру, кіно та телебачення.

## Освіта
Закінчила середню школу імені Яна III Собеського в Грудзьондзі. Протягом чотирьох років вивчала акторську майстерність у Театрі «Бачення і рух», також у своєму рідному місті Грудзьондз. Вивчала історію мистецтва у Варшаві, але не закінчила навчання. У 2002 році закінчила акторський факультет імені Людвіка Сольського Академії театрального мистецтва у Кракові.

## Кар'єра
Під час навчання поставила п'єсу «Тропічне дерево» у Театрі 38 у Кракові, замінивши Яна Пєшека. З 2002 по 2007 рік грала у Старому театрі у Кракові, з 2007 по 2014 рік була актрисою театру Rozmaitości у Варшаві, а з 2016 по 2017 рік грала у Театрі-студії у Варшаві.
У 2013 році вона поставила власну монодраму «Спокусник», прем'єра якої відбулася в Новому театрі у Варшаві.
У 2015 році зіграла головну роль Агнес у фільмі «У спіралі». У 2015 році стала амбасадором кампанії «Моменти життя» Фонду Алівії Онко. У 2016 році разом з MAKO створила власну лінію сумочок.
У 2018 році зіграла одну з головних ролей у фільмі «Ботокс» у ролі доктора Магди, потім з'явилася в цій же ролі в серіалі «Ботокс».

## Особисте життя
У неї є брат Войцех, який був гітаристом метал-гурту Faust Again. Під час навчання в університеті вперше вийшла заміж, але шлюб закінчився розлученням. 30 липня 2016 року вийшла заміж за Пьотра Страмовського, з яким познайомилася у 2013 році на зйомках фільму «У спіралі». У 2019 році у них народилася донька Гелена, але 12 жовтня 2022 року вони подали заяву про розлучення.

## Фільмографія
| Рік       | Назва українською мовою                     | Назва мовою оригіналу                  | Роль                                              | Коментарі                          |
| --------- | ------------------------------------------- | -------------------------------------- | ------------------------------------------------- | ---------------------------------- |
| 1997      | Ранні пташки (шкільний етюд)                | Ranne ptaszki (etiuda szkolna)         | дівчина                                           |                                    |
| 1998      | Родина Злотопольських                       | Złotopolscy                            | фанатка Kacper Złotopolski aka Górniak            | (епізод 14)                        |
| 2000      | Родина Грачиків                             | Graczykowie                            | Марцена, подруга Рафала                           | (серія 35)                         |
| 2001      | Гріховність (шкільний етюд)                 | Grzeszność (etiuda szkolna)            | грішниця                                          |                                    |
| 2003      | Перукар (телешоу)                           | Fryzjer (spektakl telewizyjny)         | Сільвія Кесік                                     |                                    |
| 2004      | Я люблю кохання                             | M jak miłość                           | студентка                                         | (серія 209)                        |
| 2005      | Розмова з хлопцем (шкільний етюд)           | Rozmowa z facetem (etiuda szkolna)     | жінка                                             |                                    |
| 2006      | Кому ти віриш (Телешоу)                     | Komu wierzycie? (spektakl telewizyjny) | Христина                                          |                                    |
| 2007      | Марися                                      | Marysia                                | гість на дні народження Марисі                    |                                    |
| 2008-2009 | Зараз або ніколи!                           | Teraz albo nigdy!                      | Дана, мама Зденка                                 |                                    |
| 2010      | Губи губи                                   | Usta usta                              | продавчиня в магазині іграшок                     | (11 серія)                         |
| 2011      | Готель 52                                   | Hotel 52                               | співачка Мілена Адамсус                           | (серія 40)                         |
| 2012      | Свічка (шкільний етюд)                      | Świeczka (etiuda szkolna)              | мати                                              |                                    |
| 2013      | Лікарі в неробочий час                      | Lekarze po godzinach                   | Іза Ванат, дружина Пьотра                         | (епізоди 5-6, 12)                  |
| 2013-2014 | Лікарі                                      | Lekarze                                | Іза Ванат, дружина Пьотра                         |                                    |
| 2014      | Все добре між нами                          | Między nami dobrze jest                | Моніка                                            |                                    |
| 2014      | Міс ВІЛ (телешоу)                           | Miss HIV (spektakl telewizyjny)        | Клара                                             |                                    |
| 2014      | Доброго ранку я тебе люблю                  | Dzień dobry, kocham cię                | начальниця Басяна                                 |                                    |
| 2015      | Риба Канеро (телешоу)                       | Rybka Canero (spektakl telewizyjny)    | Анна Фогель, вона ж Джоанна Петерко               |                                    |
| 2015      | По спіралі                                  | W spirali                              | Агнес                                             |                                    |
| 2015      | Заплутаний                                  | Uwikłani                               | Ніна Шулінська                                    | (серія «Ніна. За крок від смерті») |
| 2015      | Повідомлення про розірвання (шкільний етюд) | Wypowiedzenie (etiuda szkolna)         | Моніка                                            |                                    |
| 2016      | Отець Матеуш                                | Ojciec Mateusz                         | Патриція Гурська, дружина Марчіна                 | (епізод 207)                       |
| 2016      | Ножі наголо (серіал)                        | Na noże                                | Співачка Агнешка «Інес»                           | (епізоди 5, 13)                    |
| 2016      | На добро і на зло                           | Na dobre i na złe                      | Джоанна                                           | (епізод 636)                       |
| 2016      | Відкриття Європи (телешоу)                  | Odkrycie Europy (spektakl telewizyjny) | Пінта                                             |                                    |
| 2016      | Темні злочини                               | Dark crimes                            | модератор прес-конференції Козлова                |                                    |
| 2017      | Ботокс                                      | Botoks                                 | Доктор Магда                                      |                                    |
| 2017      | Спи, мій коханий, засни                     | Ach śpij kochanie                      | Гелена Мазуркевич, колишня дружина Владислава     |                                    |
| 2018      | Жінки мафії                                 | Kobiety mafii                          | Анна Островська                                   |                                    |
| 2018      | Чилка                                       | Chyłka                                 | Анжеліка Шлезингер                                | (епізоди 1-5, 7)                   |
| 2019      | Пан Т                                       | Pan T.                                 | вчитель біології                                  |                                    |
| 2019      | Люблю машини                                | Love machines                          | жінка біля банкомату                              |                                    |
| 2019      | Жінки мафії 2                               | Kobiety mafii 2                        | Анна Островська                                   |                                    |
| 2020      | Так чи ні (шкільний етюд)                   | Tak czy nie (etiuda szkolna)           | Катерина                                          |                                    |
| 2020      | Петля                                       | Pętla                                  | прокурор Аліція Конарська, коханка Даніеля Снєжки |                                    |
| 2021      | Назад до тих днів                           | Powrót do tamtych dni                  | Єва                                               |                                    |
| 2022      | Блиск                                       | Brokat                                 | Кармен                                            |                                    |
| 2023      | Повні новачки                               | Absolutni debiutanc                    | Тамара                                            |                                    |
| 2024      | Клара                                       | Klara                                  | Вронка                                            |                                    |

## Театр
Старий театр у Кракові
- 2001: Damy i huzary (реж. Kazimierz Kutz)
- 2003: Szkoła żon Moliera (реж. Kazimierz Kutz)
- 2004: Wyzwolenie (реж. Mikołaj Grabowski)
- 2004: Makbet (реж. Andrzej Wajda)
- 2005: Wielki człowiek do małych interesów (реж. Michał Borczuch)
- 2006: Tartuffe (реж. Mikołaj Grabowski)
- 2006: Trzy stygmaty Palmera Eldritcha
- 2008: Factory 2 (реж. Krystian Lupa)

Телевізійний театр
- 2003: Fryzjer jako Sylwia Kęsik (реж. Maciej Pieprzyca)
- 2006: Komu wierzycie? jako Krystyna (реж. Maciej Pieprzyca)

Театр «TR Warszawa»
- з 2009: Uroczystość (реж. Grzegorz Jarzyna)
- 2007: Lew w zimie (реж. Grzegorz Jarzyna)
- 2009: T.E.O.R.E.M.A.T. (реж. Grzegorz Jarzyna)
- 2009: Portret Doriana Graya (реж. Michał Borczuch)
- 2009: Między nami dobrze jest (реж. Grzegorz Jarzyna)
- 2009: Solaris. Raport (реж. Natalia Korczakowska)
- 2011: Nosferatu (реж. Grzegorz Jarzyna)

Польський театр у Вроцлаві
- 2010: Biesy jako Stawrogin (реж. Krzysztof Garbaczewski)

Театр-студія у Варшаві
- 2016: Wyznawca (реж. Natalia Korczakowska)
- 2017: Berlin Aleksanderplatz (реж. Natalia Natalia Korczakowska)

## Аудіокнига
- 2020: Перерва. Історія Улана — Марти